# Embia maroccana
Embia maroccana är en insektsart som beskrevs av Ross 1966. Embia maroccana ingår i släktet Embia och familjen Embiidae. Inga underarter finns listade i Catalogue of Life.